# 12164 Lowellgreen
A 12164 Lowellgreen (ideiglenes jelöléssel 3067 T-2) a Naprendszer kisbolygóövében található aszteroida. Cornelis Johannes van Houten,  Ingrid van Houten-Groeneveld és Tom Gehrels fedezte fel 1973. szeptember 30-án.